# John Collins (governador)
John Collins (1 de março de 1776 - 16 de abril de 1822) foi um político norte-americano que foi governador do estado do Delaware, no período de 1821 a 1822.